# Guerrier (судно, 1753)
Guerrier (фр. «воїн») — французьке військове 74-гарматне вітрильне судно класу Magnifique.
Корабель брав участь у битві при Мінорці (1756) та в битві при Лагосі. Guerrier був частиною ескадрильї Луї Бугенвіля в Американській війні за незалежність, брала участь в операціях перед битвою при Род-Айленді, битві при Гренаді та в облозі Саванни.
У липні 1781 року судно взяло участь у вторгненні на Менорку. 9 серпня Guerrier захопив 700-тонний HMS Скарборо.
До моменту вторгнення в Єгипет Guerrier повинен був бути виведений з експлуатації на два роки але тим не менше був включений до складу команди вторгнення. Корабель брав участь у битві за Ніл, де його захопили британці. Судно було сильно пошкоджене та згоріло.